# Bumba-meu-boi

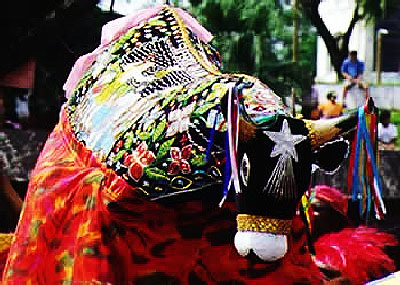
Bumba meu boi – Maranhão, Brasil

Bumba-meu-boi (pt.; wörtlich: Steh auf, mein Ochse!) ist ein dramatischer Tanzzyklus der brasilianischen Musik, der zur Gruppe der Pastorís gehört. Hauptfiguren sind ein der italienischen Oper entlehnter Harlekin (Arlequim) und ein Ochse (Boi), dessen Tod und Auferstehung Hauptthema des Geschehens ist. Das Spiel ist in weiten Teilen Brasiliens verbreitet, lokale Varianten sind das Boi-Bumba, Boi-reis und Boi-surubí. Im Nordosten und Norden Brasiliens werden zur musikalischen Begleitung unterschiedliche Trommeln, im Süden das Akkordeon (Sanfona oder Gaita-de-foles) verwendet.
Das Bumba-meu-boi ist bis heute sehr populär. Durch Medienübertragungen hat es unter anderem das Bumba-meu-boi-Volksfest in Parintins (Amazonas) zu internationaler Bekanntheit gebracht. Dabei handelt es sich um einen Wettstreit um die gelungenste Aufführung des Tanzspiels, der alljährlich mit viel Leidenschaft, prächtigen Kostümen, viel Musik, Tamtam und Bumbum zwischen den beiden Parteien der Blauen (Boi Caprichoso) und der Roten (Boi Garantido) ausgetragen wird. Für dieses Fest gibt es in Parintins ein eigenes, großes Stadion, das in Anlehnung an das Sambódromo im Karneval in Rio Bumbódromo genannt wird.
Das boi-bumbá-Festival Folclórico de Parintins in Parintins ist als Kulturerbe Brasiliens beim Instituto do Patrimônio Histórico e Artístico Nacional (IPHAN) eingetragen.
2019 wurde Der kulturelle Komplex von Bumba-meu-boi von Maranhão in die UNESCO-Liste des immateriellen Kulturerbes der Menschheit aufgenommen.